# 汉越词
漢越詞（越南语：／），又稱“漢越語”，是指在越南語裡一些由漢語引申而來的汉根词和汉源词的统称。朝鮮語、日本語也有大量類似的詞彙，分別稱爲。
漢越詞在越南語裏所占的比例眾說紛紜。法國漢學家馬伯樂認為越南語中的漢語借詞約占越南語詞彙的60%，越南學者黃文行則認為漢越詞大約占60%，在政治、經濟、法律等領域則高達70-80%。還有許多越南學者認為高達82%。
漢越詞本來是使用漢字書寫的，但現時已經使用越南自己的拼音文字國語字（Chữ Quốc Ngữ）拼音書寫。這種文字在20世紀早期已經被使用作書寫成現今的越南語言。

## 歷史
越南經過上千年歷史受當地先住民與漢人統治，受周邊文化影響較鉅，例如：漢文化、苗族文化、壯族文化、印度濕婆文化、水真臘文化、吳哥文化、南诏文化等，因此有很多古漢語、印度、吳哥的詞彙被引入越南的語言之中。當中過去曾以漢族的文言文多被用作行政上的書寫語言，故在科學、政治、教育及哲學領域上的詞彙大多引用自古漢語的詞彙，甚至引用古漢語的腔調漢喃音。正如日語裡的和朝鮮語裡的一樣，這些從中國傳入的詞彙在越南語裏都會有另一種特定的讀音，並且很大程度上保留了古漢語的發音。
隨著法蘭西第三共和國的殖民與侵略，一些西方的概念經由中國再傳入越南，越南的學者閱讀被翻譯成中文後的西方文學作品。因此西方的名字，大多亦經由這個途徑（有的先由日本傳入中國，再輾轉傳到越南，也有的直接從日本傳入越南）傳入越南語之中。例如「葡萄牙」這一個西方國家名字，越南語稱作；英國在越南語則稱作，簡稱；而美國也同樣作，簡稱。有趣的是，英語裡「Club」一字先是由日語翻譯成，再由中國傳入越南，越南語作並簡稱為，恰巧地與英語本字串法差不多。另外、一些近代西方的概念由日本傳入越南。如「醫院」在越南語中作，恰與日本語的一致。
近代，漢越詞的地位越趨式微，因為越南社會鼓吹使用越南語固有詞彙及使用拼音方法拼寫外國名字，漢越詞被批評為無意思，或者只是簡單的拼音的引申方法而已。當有足夠的越南語固有詞彙存在時，則會傾向使用固有詞彙。如美國的「白宮」在越南語稱為而非漢越詞的對應讀法；“意大利”原本在越南语中被称作并略称为，惟现代越南政府多将其拼写成「Italy」而非。
另一個例子就是越南語裡的國家名字。除了一些根深蒂固的名字如外，世界大部份其他國家的名字均採用了與國家名字原來發音相近的拼音名字而非漢越詞。但是一些中國的特定名字及概念，如地名、政治、文學、宗教、科學、醫學及科技上的詞彙等則繼續沿用漢越詞。
有時候各地方也存在著詞彙使用上的差異，如表示「飛機」之意的越南語固有詞彙是首都河內的標準用語，但南方和越僑則較多使用漢越詞一字，可見不同地方對漢越詞還是固有詞的優先使用有所不同。

## 用法
漢越詞的地位有點像英語裡一些基於拉丁語或古希臘語引申而來的詞彙，這些詞彙都會多於正式的場合使用，日常生活則較少。那是因為漢語與越南語在文法上有所差異，如語序上剛好相反，這使漢越詞或句式在越南語中出現了文法上錯誤的情況。例如，漢越詞與固有詞（直譯：馬白）。所以甚少機會出現漢越詞與固有詞混合為一個詞彙的情況。日語詞彙的漢語詞如及和語詞如等情況亦類似。

### 同于中文的漢越詞
| 越南文 | 漢字 | 備註 |
| ------ | ---- | --- |
|        |      | 科學 |
|        |      | 教育 |
|        |      | 政治 |
|        |      | 歷史 |
|        |      | 和平 |
|        |      | 發音近似閩南語稱呼葡萄牙的唸法。                                                                                         |
|        |      | 即英國，現少用全稱而多用簡稱「」（）。清末有人稱英國為英吉利（音譯）                                                     |
|        |      | 美國，現少用全稱而多用簡稱「」（）或稱「花旗」（Hoa Kỳ）                                                                       |
|        |      | 英國傳日本再傳中國再傳越南的外來語。英語裡「club」一字先是由日語翻譯成「」，再由中國傳入越南，越南語作「」並簡稱為「」。 |
|        |      | 醫院，與日本語的「」一致。                                                                                               |
|        |      | 對應的固有詞為「」（，意思直譯：馬白），所以甚少機會出現漢越詞與固有詞混合為一個詞彙的情況。                             |

### 異於中文的漢越詞
有一些漢越詞是由越南人自己發明的，漢語不曾使用。如解作「牧師」。亦有一些漢越詞在現代漢語中已經不再使用。如，意思為「理論」；又例如在越南語裡，美國的官方名字是，但當代漢語只視「花旗」一詞為美國國旗傳統俗稱，或者是美資的「花旗銀行」簡稱。 
使用國語字來書寫漢越詞產生了一些有關詞彙的來源混淆問題，因為漢語及漢越詞存在大量的異義同音字。例如與均書寫成為，所以這一字既可解作「明亮」，亦可解作「陰暗」兩個相反的意思（雖然這一意思已經少有人知，且僅用在少數複合詞中）。可能正因為這個原因，冥王星的越南語名稱並非如其他同屬漢字文化圈的國家一樣作，而是基於佛教和印度教的神「閻羅王」稱「閻王星」（Sao Diêm Vương；）。在胡朝時，越南的國號是。但不少現代的越南人只知道是「愚蠢」的意思，所以有的人誤解其為。不過，這些異義同音字的問題又並沒有想像中般嚴重，縱然以國語字書寫的漢越詞含多個意思，但通常只有一個意思廣泛使用。而且，漢越詞甚少單獨使用，通常都會以一個複合詞彙的形式出現，所以即便單字有多重意義，這些複合詞的意思仍得以存留。最重要的是由於國語字準確把口語記錄下來，所以它的理解性和普通談話一樣或更高。
不過由於漢越詞的優越地位及較為正式，所以越南人多會把他們的子女名字以漢越詞命名（如潘佩珠）。 固有詞也有时會使用作名字，但只限於舊一代或者鄉村地區。

#### 與中文中字序顛倒的詞語
| 越南文 | 漢字 | 備註 |
| ------ | ---- | ---- |
|        |      | 例外 |
|        |      | 職員 |
|        |      | 月經 |

#### 在現代漢語中已少用的詞語
| 越南文 | 漢字 | 備註           |
| ------ | ---- | -------------- |
|        |      | 賓館，酒店     |
|        |      | 辦公室，寫字樓 |

#### 同型異義
與中文寫法相同，意義有差別的詞。
| 越南文 | 漢字 | 備註   |
| ------ | ---- | ------ |
|        |      | 示威   |
|        |      | 醫生   |
|        |      | 博士   |
|        |      | 學士   |
|        |      | 大學生 |
|        |      | 背叛   |
|        |      | 能力   |
|        |      | 地圖   |
|        |      | 手段   |
|        |      | 事故   |
|        |      | 天氣   |
|        |      | 博物館 |
|        |      | 圖書館 |

#### 越製漢越詞
越南自行發展的漢詞。
| 越南文 | 漢字 | 備註           |
| ------ | ---- | -------------- |
|        |      | 有禮貌的       |
|        |      | 口罩           |
|        |      | 護士           |
|        |      | 重要           |
|        |      | 驕傲           |
|        |      | 電台廣播       |
|        |      | 電視           |
|        |      | 藝術家         |
|        |      | 領海           |
|        |      | 受害人         |
|        |      | 監獄           |
|        |      | 獄警           |
|        |      | 特種部隊       |
|        |      | 再見，再會     |
|        |      | 美容院         |
|        |      | 音譯           |
|        |      | 性交           |
|        |      | 性虐待         |
|        |      | 多媒体         |
|        |      | 車輛，交通工具 |

## 詞彙構成
- 漢越詞（越南语：／*）

越南語的漢越詞非常多，其比重不低於60%。在這些漢字詞中，比較少的單音節漢字詞被直接當作詞彙來用；多數的漢越詞由兩個或兩個以上漢字組成。另外，由于漢字的傳入，越南語中也產生了一些與中文意義相異的漢越詞。漢越詞中的漢字的發音，大多為標準漢越音，除此以外，有少量漢越詞中的漢字發音為漢喃音，其包括古漢越音和越化漢越音。雖然漢越詞是從古漢語傳入的，但由于時間久遠，在讀音及使用上已經越化，因此其不被視為外來語。
 - 歷史（意義與中文同字詞彙相同的漢越詞）
 - 辦公室、寫字樓（意義與中文同字詞彙相異的漢越詞）
 - 口罩（越製漢越詞）
 - 節日，特指春節（漢喃音漢越詞）

## 外部連結
- 略谈现代汉语和越语名词主要问题的比较 - 黄茶（HOANG TRA），硕士学位论文
- 東亞（漢字文化圈）論壇[永久]
- Papers on Sino-Vietnamese Linguistics （页面存档备份，存于）
- 越南漢字音的歷史層次研究